# An American Dilemma
Dilema Americano: O Problema do Negro e a Democracia Moderna é um estudo de 1944 sobre  de autoria do economista sueco Gunnar Myrdal e financiado pela Fundação Carnegie. A fundação escolheu Myrdal porque achava que, como não americano, ele poderia oferecer uma opinião mais imparcial. O volume de Myrdal, com quase 1.500 páginas, detalhava meticulosamente o que ele via como obstáculos à plena participação na sociedade americana que os negros americanos enfrentavam a partir da década de 1940. O cientista político, diplomata e autor americano Ralph Bunche — que foi o primeiro afro-americano a receber um Prêmio Nobel — serviu como principal pesquisador e escritor de Gunnar Myrdal no início do projeto no outono de 1938.
O livro vendeu mais de 100.000 cópias e passou por 25 edições antes de entrar em sua segunda edição em 1965. Foi enormemente influente na forma como as questões raciais eram vistas nos Estados Unidos e foi citada no histórico caso Brown v. Caso do Conselho de Educação "em geral". De muitas maneiras, o livro lançou as bases para futuras políticas de ação afirmativa .

## Análise
Myrdal acreditava ter visto um círculo vicioso em que os brancos oprimiam os negros, levando a padrões precários de educação, saúde, segurança, moralidade etc. entre os negros, o que foi então usado como justificativa para preconceito e discriminação. A saída desse ciclo, ele argumentou, era reduzir o preconceito branco, o que melhoraria as circunstâncias dos negros, ou melhorar as circunstâncias dos negros, o que reduziria as razões do preconceito branco. Myrdal chamou esse processo de Teoria da Causação Circular Cumulativa.
Em Black-White Relations: The American Dilemma, o economista Junfu Zhang descreve o trabalho de Myrdal da sequinte maneira:

Segundo Myrdal, o dilema americano de seu tempo se referia à coexistência dos ideais liberais americanas e à situação miserável dos negros. Por um lado, consagrada na cultura americana está a crença de que as pessoas são criadas iguais e têm direitos humanos; por outro lado, os negros, como um décimo da população, eram tratados como uma raça inferior e negados numerosos direitos civis e políticos. O estudo enciclopédico de Myrdal cobre todos os aspectos das relações entre negros e brancos nos Estados Unidos até sua época. Ele concluiu francamente que o "problema do negro" é um "problema do homem branco". Ou seja, os brancos como coletivo foram responsáveis pela situação desvantajosa em que os negros estavam presos..
Myrdal, escreveu antes do Movimento dos Direitos Civis das décadas de 1950 e 1960, alegou que os brancos do norte geralmente ignoravam a situação enfrentada pelos cidadãos negros e observou que "obter publicidade é da mais alta importância estratégica para o povo negro". Dado o papel central da imprensa no movimento, isso provou ser surpreendentemente presciente.

## Cultura Americana
No centro do trabalho de Myrdal em Dilema Americano estava seu postulado de que a interação política e social nos Estados Unidos é moldada por uma "Cultura Americana". Esta cultura enfatiza os ideais de individualismo, liberdades civis e igualdade de oportunidades . Myrdal afirma que é a "Cultura Americana" que mantém unido o diversificado caldeirão dos Estados Unidos. É a crença comum nesta cultura que uni todas as pessoas – brancos, negros, ricos, pobres, homens, mulheres e imigrantes – com uma causa comum e permite que eles coexistam como uma nação.

## Recepção
A decisão da Suprema Corte dos Estados Unidos de citar o livro de Myrdal o expôs ao ridículo no Sul. Por exemplo, o Chefe de Justiça da Suprema Corte da Flórida declarou que, no caso Brown v. Board of Education, “a Suprema Corte abandonou a Constituição, o precedente e o bom senso e fortaleceu sua decisão apenas com os escritos de Gunnar Myrdal, um sociólogo escandinavo. O que ele sabia sobre o direito constitucional não nos é dito nem fomos capazes de aprender.” 
O historiador marxista americano Herbert Aptheker escreveu um livreto intitulado The Negro People in America: A Critique of Gunnar Myrdal's "An American Dilemma", argumentando que o trabalho continha "numerosas e sérias distorções de fato" e era "baseado em um conceito filosófico falacioso".
Em uma resenha de 1944, o cientista político Harold F. Gosnell descreveu o livro de Myrdal como "um excelente tratado de ciências sociais, brilhante, estimulante e provocativo".